# Periclimenaeus storchi
Periclimenaeus storchi is een garnalensoort uit de familie van de Palaemonidae. De wetenschappelijke naam van de soort is voor het eerst geldig gepubliceerd in 1989 door Bruce.